# Jardín Botánico de Denver
Los Jardines botánicos de Denver (del inglés: Denver Botanic Gardens) es un jardín botánico e invernadero de 9,25 hectáreas de extensión que se encuentra en Denver Colorado. 
Es miembro del BGCI y presenta trabajos para la Agenda Internacional para la Conservación en los Jardines Botánicos. 
El código de identificación del Denver Botanic Gardens como miembro del "Botanic Gardens Conservation International" (BGCI), así como las siglas de su herbario es KHD.

## Localización
Se encuentra localizado en: Denver Botanic Gardens, 909 York Street, Denver, Denver county Colorado CO 80206 United States of America-Estados Unidos de América
Planos y vistas satelitales.39°43′57″N 104°57′39.6″O / 39.73250, -104.961000.
Es visitable con una tarifa de entrada en el invernadero.

## Historia
Fue creado en 1951, siendo desde entonces uno de los lugares remarcables de visita.
El invernadero creado en 1996 es uno de los hitos « Landmark » de Denver. 

## Colecciones
El Jardín Botánico de Denver alberga unas 23,000 plantas.

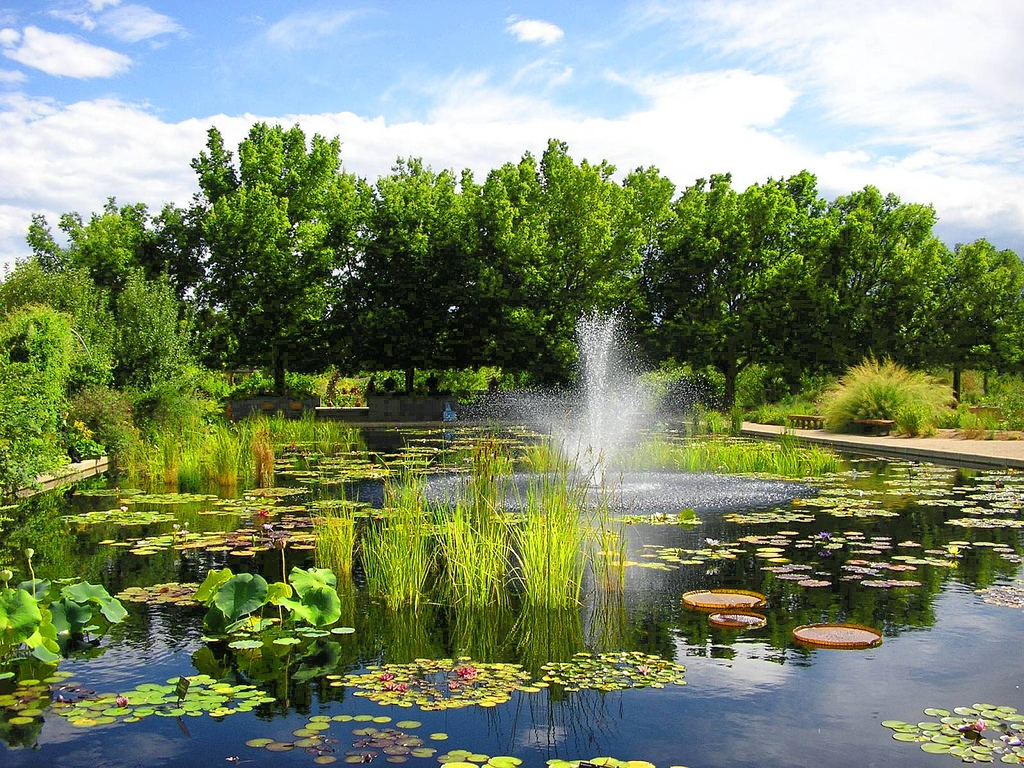
Charca de plantas acuáticas en el Jardín botánico de Denver.

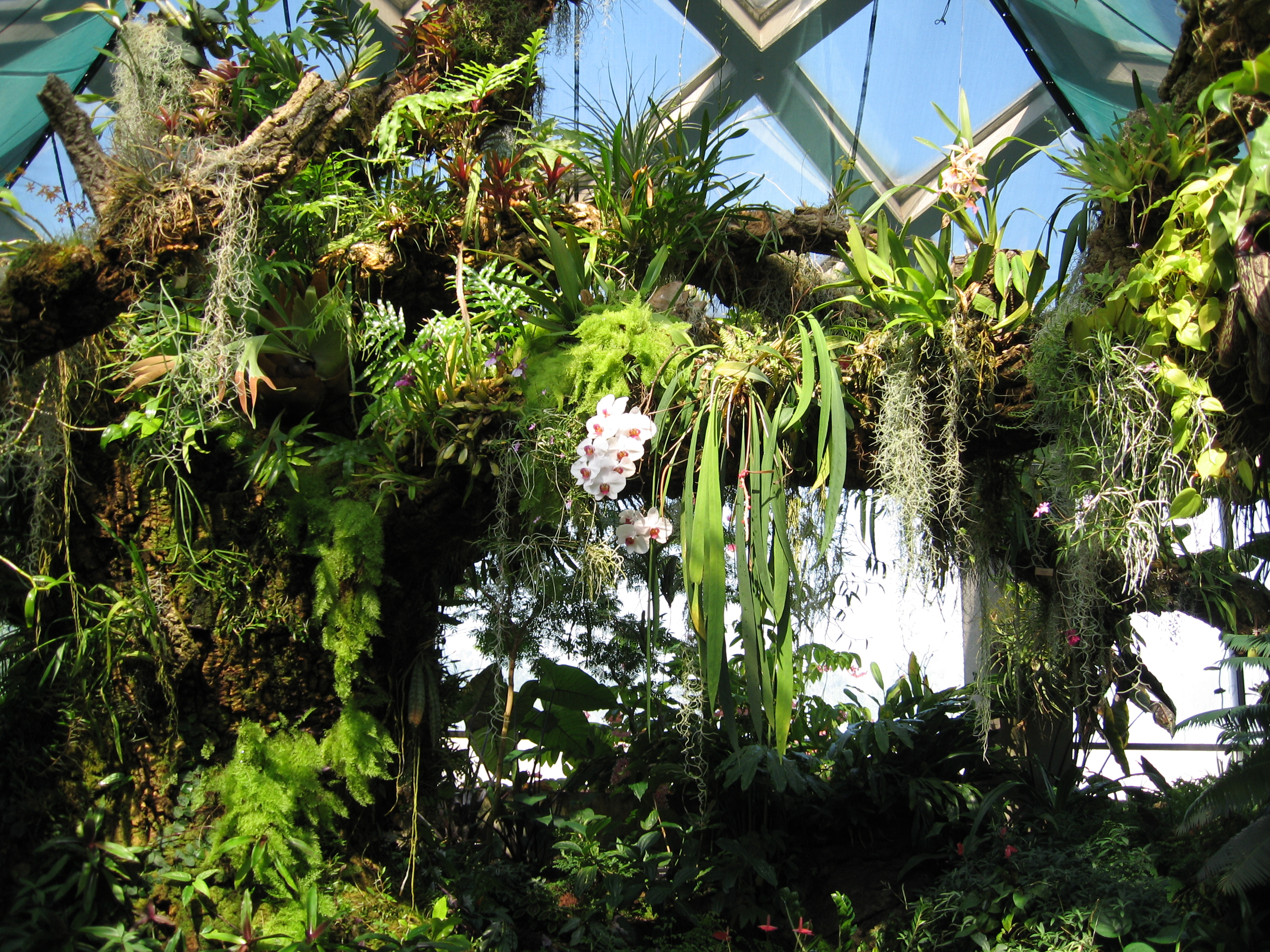
Árbol de la selva de niebla con numerosas plantas epífitas en el Jardín botánico de Denver.

De sus 40 jardines temáticos son de destacar :
- « Western Panoramas », plantas de la región del suroeste americano
- « Sacred Earth » con plantas del estado de Colorado.
- « Heirloom Garden » plantas de la zona de Denver.
- « Roads Water-Smart Garden », con plantas ahorradoras de agua.
- El primer "Xeriscape Demonstration Garden" fue creado en los jardines en 1986, y 2 años más tarde su nombre fue cambiado al de « Dryland Mesa ». La exposición está basada en los "7 Principios" del Xeriscape, e incluye plantas tolerantes de la sequía procedentes del árido Oeste y de las áreas Mediterráneas.[2]
- « Laura Smith Porter Plains Garden », plantas de las praderas
- « Biblical plants », plantas de origen Mediterráneo que se mencionan en la Biblia con 36 taxones.
- « Boettcher Memorial Tropical Conservatory », invernadero que fue construido en 1966 por Claude Boettcher, estructura con más de  85,000 pies cuadrados (7,900 m²) que alberga más de 1 000 especies de plantas tropicales procedentes de todo el mundo, incluyendo unas 15 especies de plantas carnívoras, y con un apartado de las plantas epifítas de los bosques de nieblas tropicales. Fue abierto al público en 1996. En el año 2003, fue renombrado como « Elizabeth Anna Boettcher Nature Conservatory ».
- Jardín japonés, llamado "Shofu-en" (jardín de viento y pinos).[3] Fue diseñado por Koichi Kawana[4] en colaboración con Kai Kwahara.[5]

Son de destacar entre las familias de plantas :
- Bromeliaceae,
- Orchidaceae,

Entre los géneros :
- Allium con 38 spp., 47 taxones,
- Iris con 114 spp., 717 taxones,
- Lilium, con 14 spp., 120 taxones,
- Rosa, con 20 spp., 241 taxones,
- Syringa, con 16 spp., 134 taxones,
- Hemerocallis, con 500 taxones,
- Paeonia con 217 taxones,

Además:
- Herbario, con unos 39,000 especímenes
- Herbario Micológico, con unos 22,000 especímenes.
- Index Seminum
- Anfiteatro hundido con respecto al resto del terreno, que alberga varios conciertos en el verano.

Los jardines aparecen en escenas de la película del año 1973 de Woody Allen Sleeper.

Algunos especímenes vegetales que existen en el jardín botánico y los invernaderos.

Especímenes
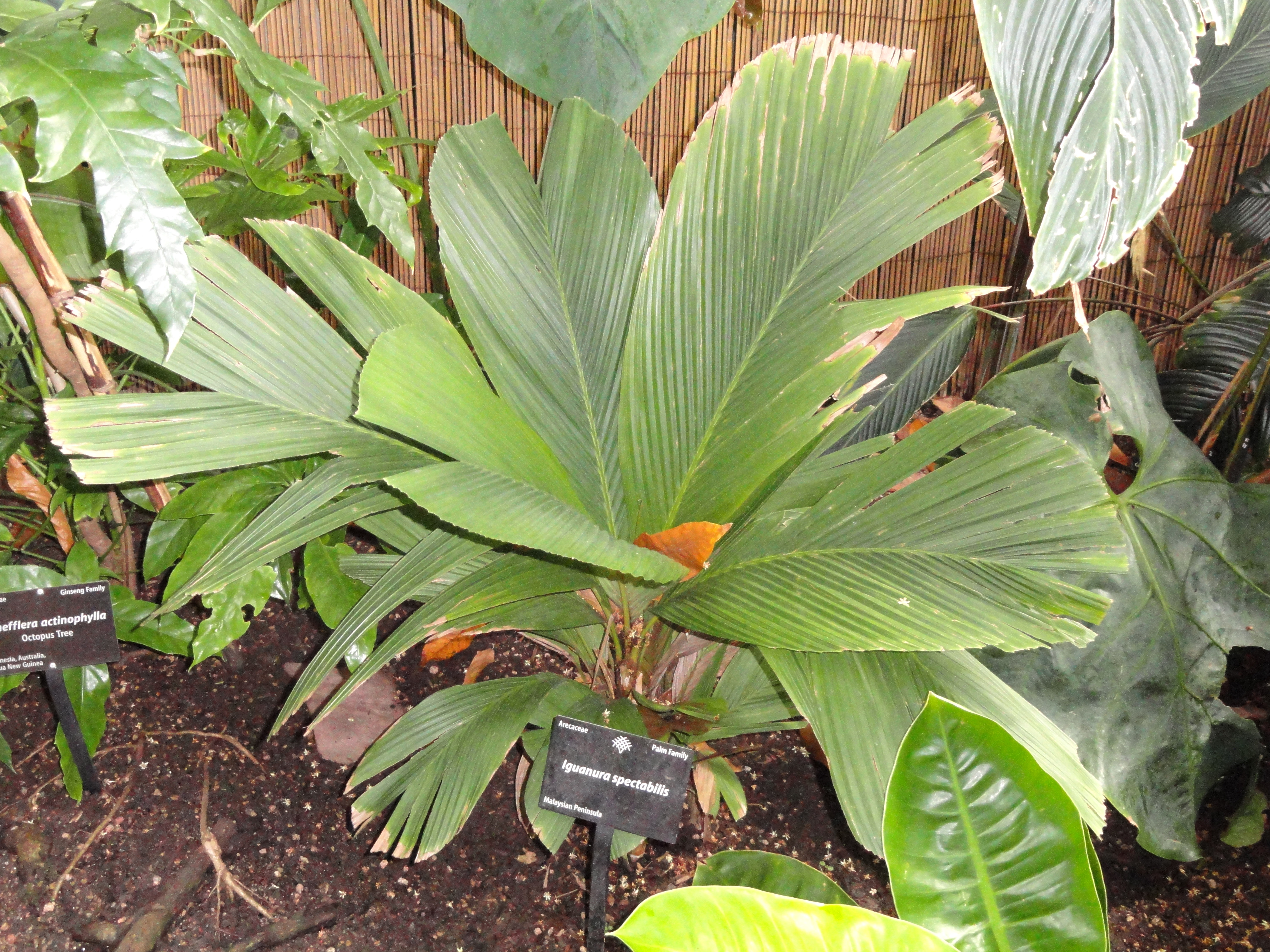
Iguanura spectabilis
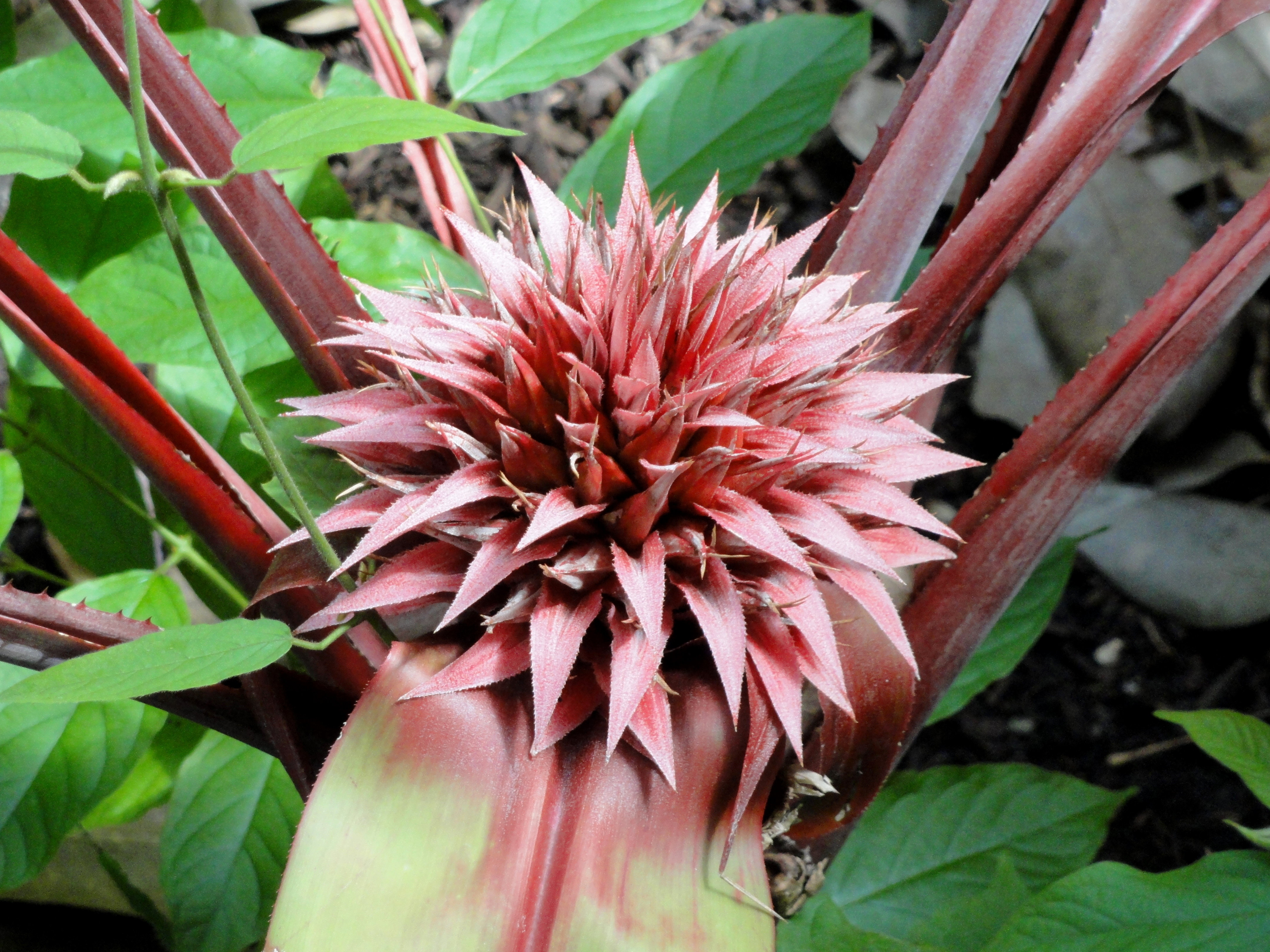
Aechmea tayoensis
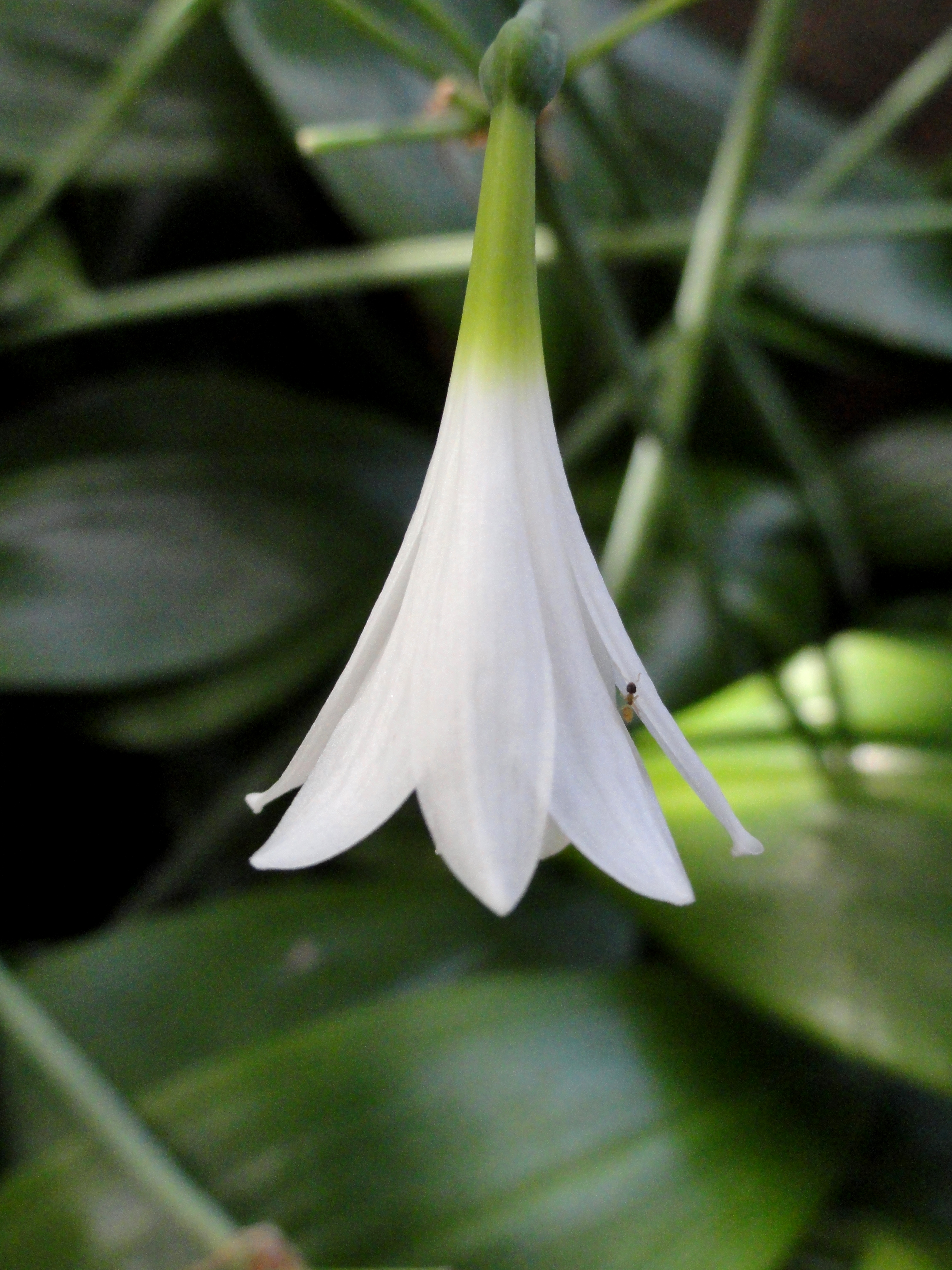
Urceolina subedentata
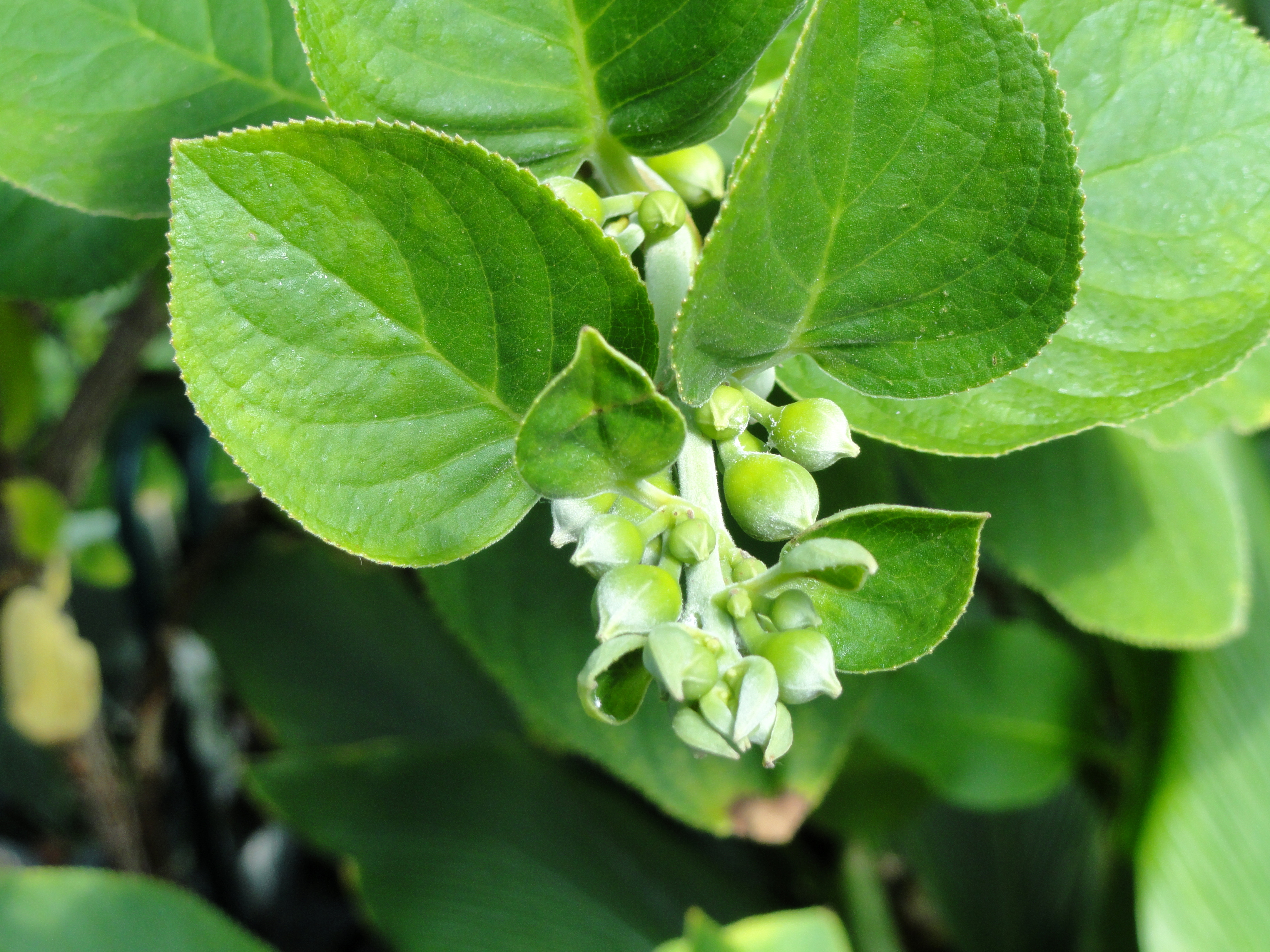
Paliavana prasinata

Algunas vistas de las esculturas y los monumentos que existen en el jardín botánico.

Detalles
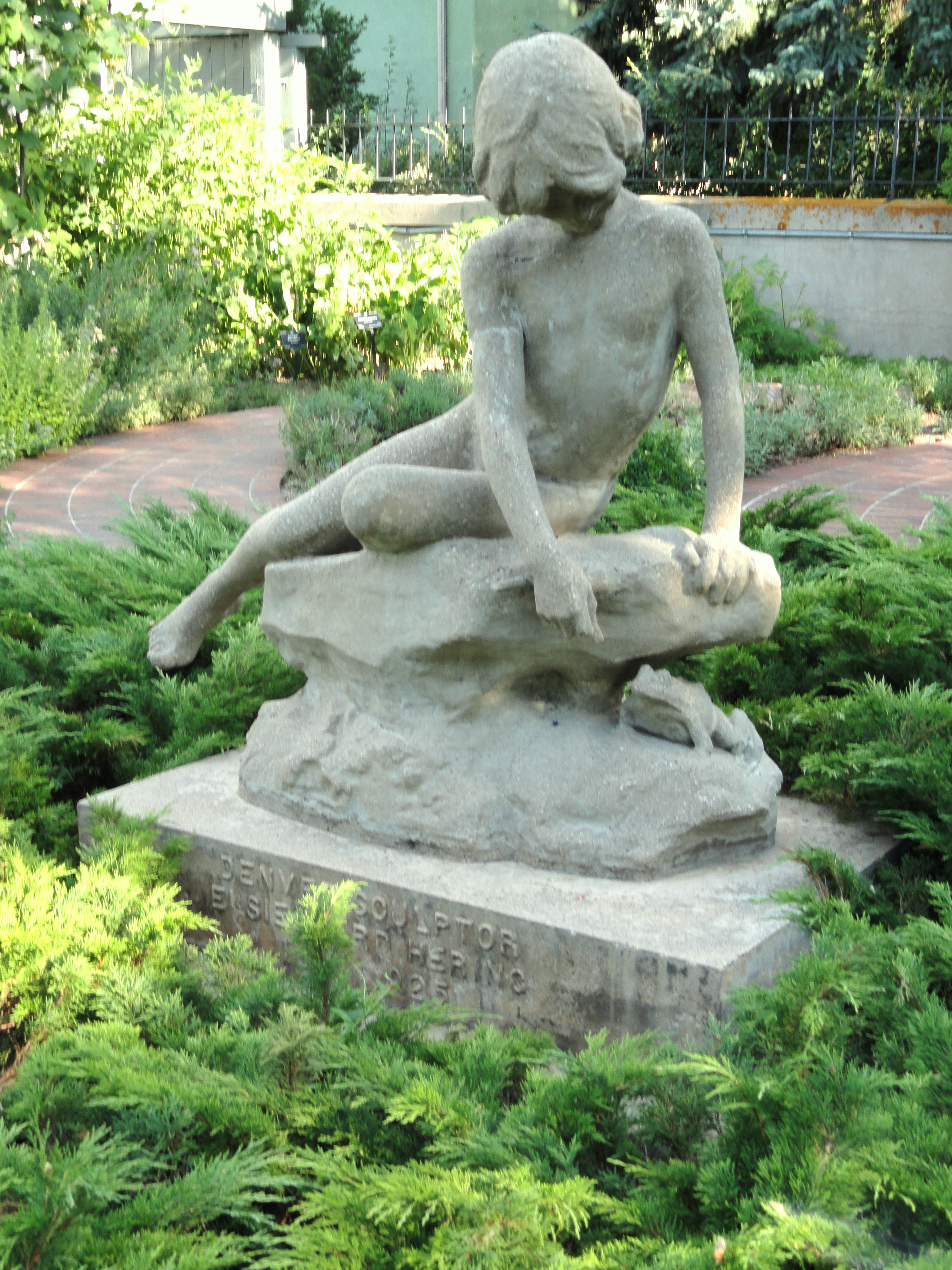
Escultura.
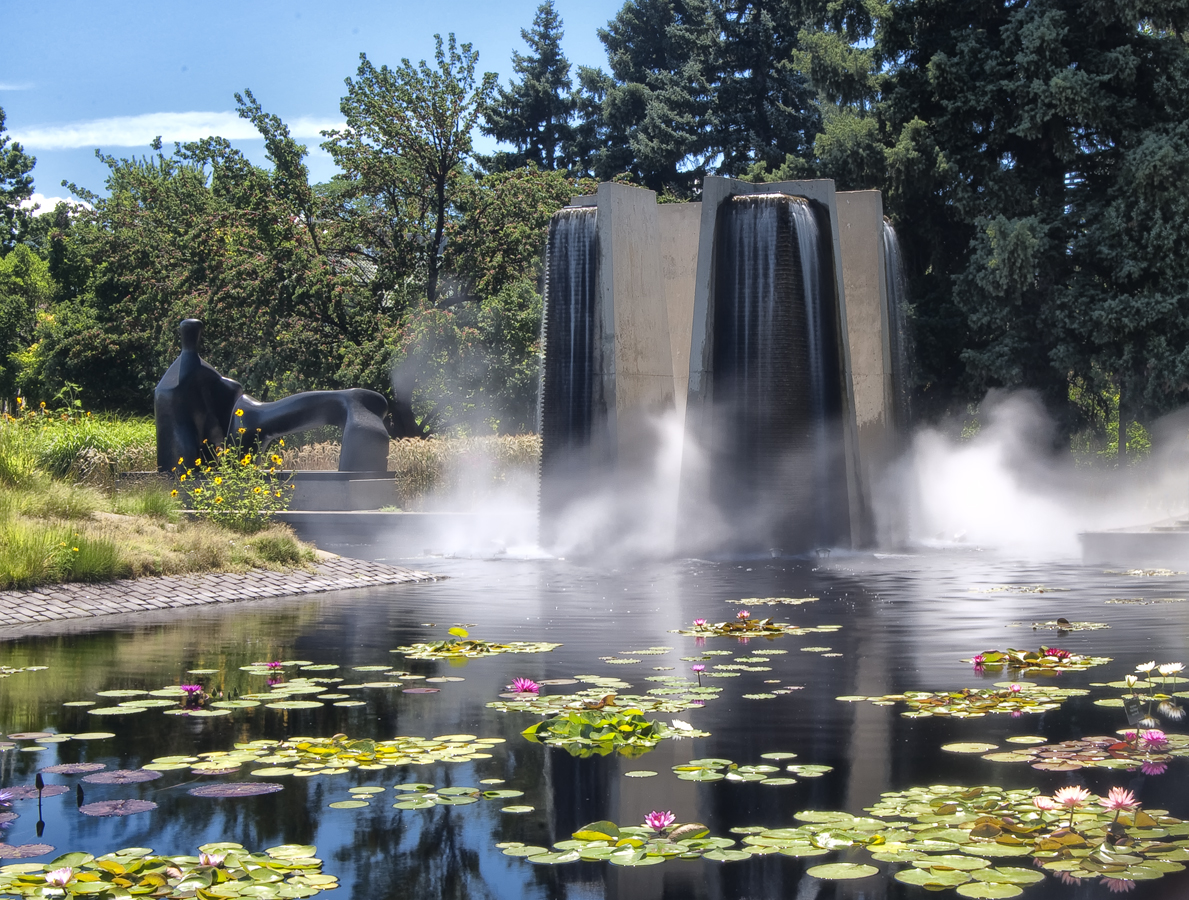
Escultura en la charca
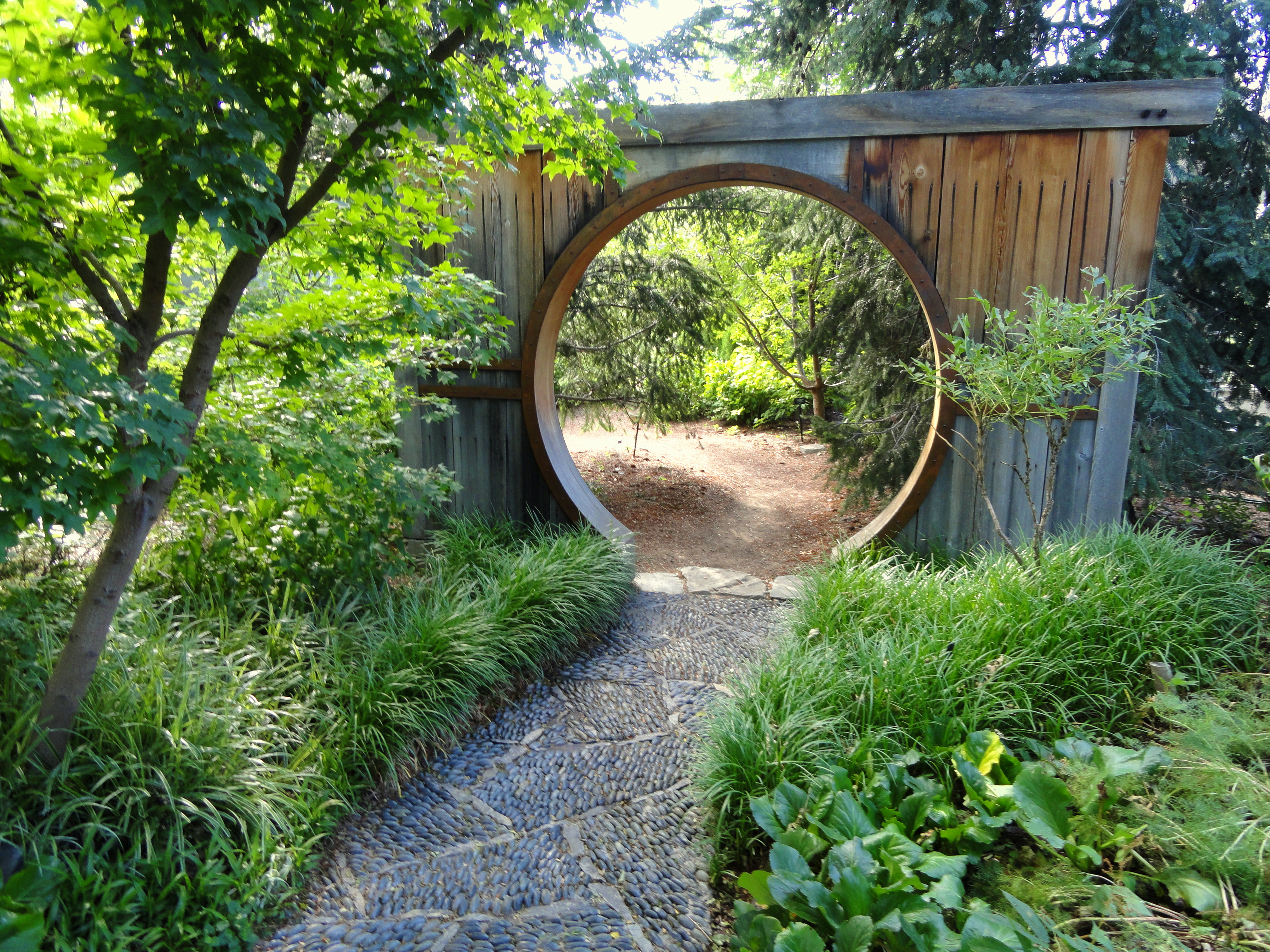
Puerta luna llena
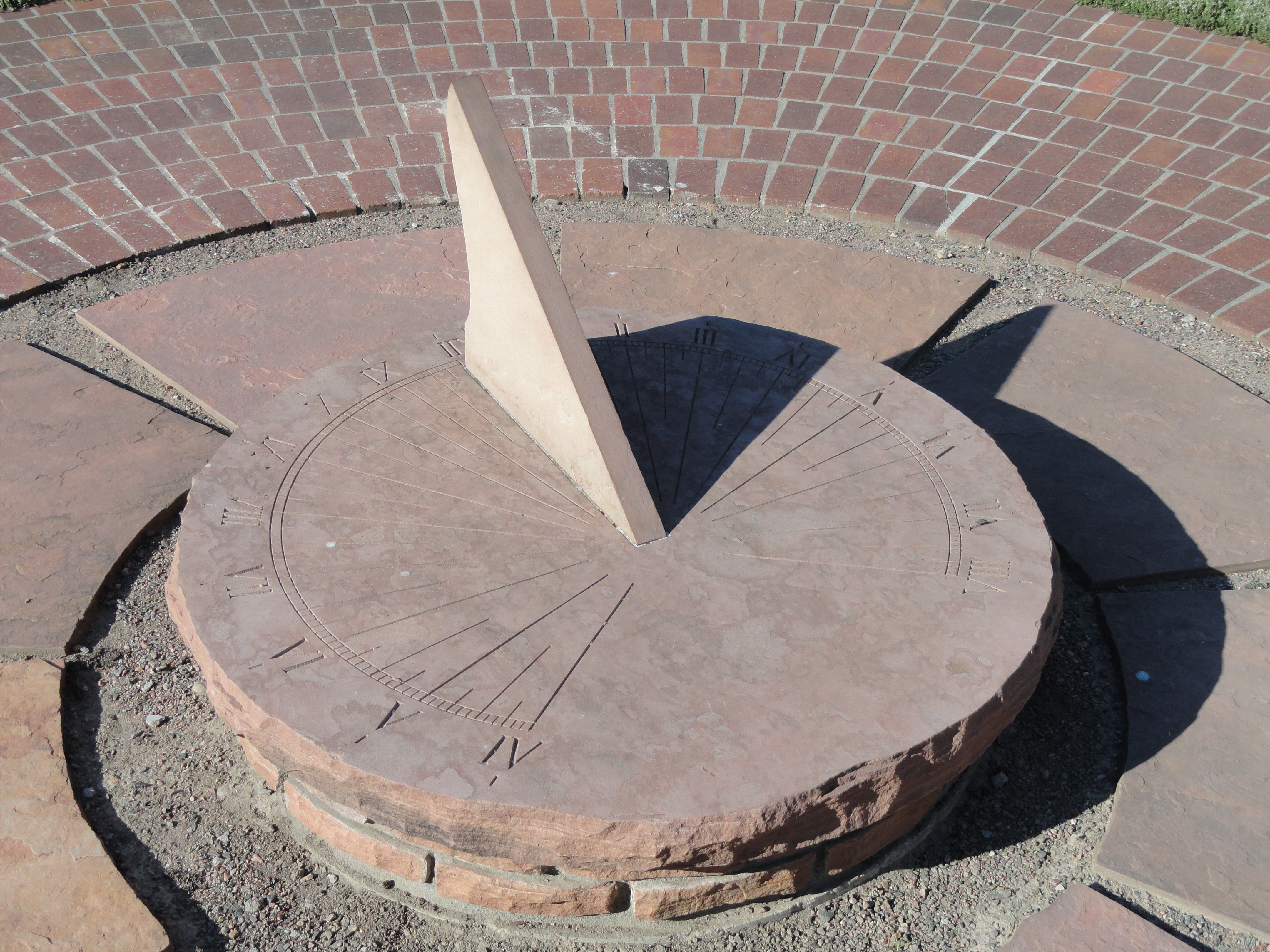
Reloj de sol.
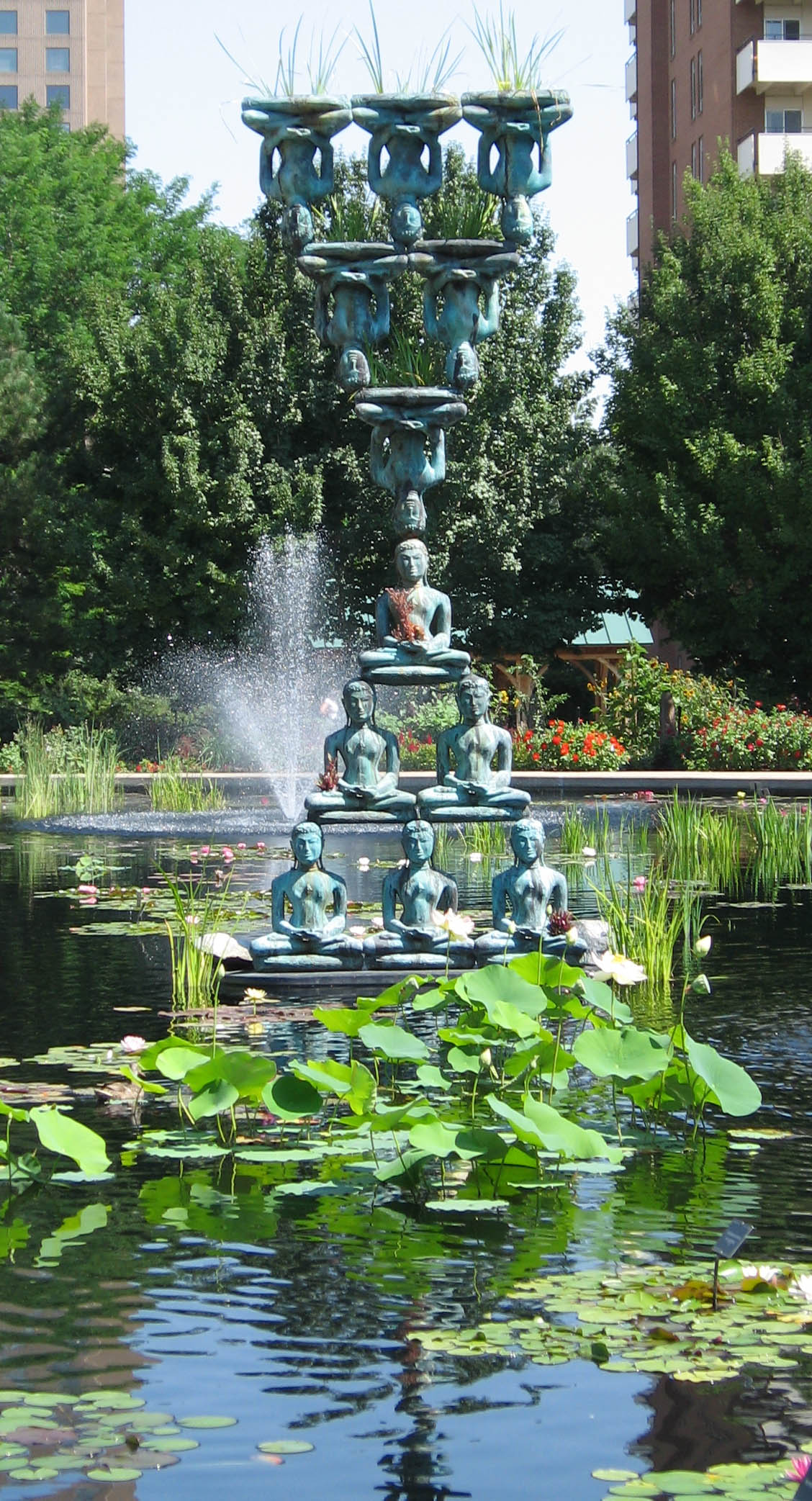
Reflejos.

Algunas vistas del complejo del "Boettcher Memorial Tropical Conservatory".

Invernadero
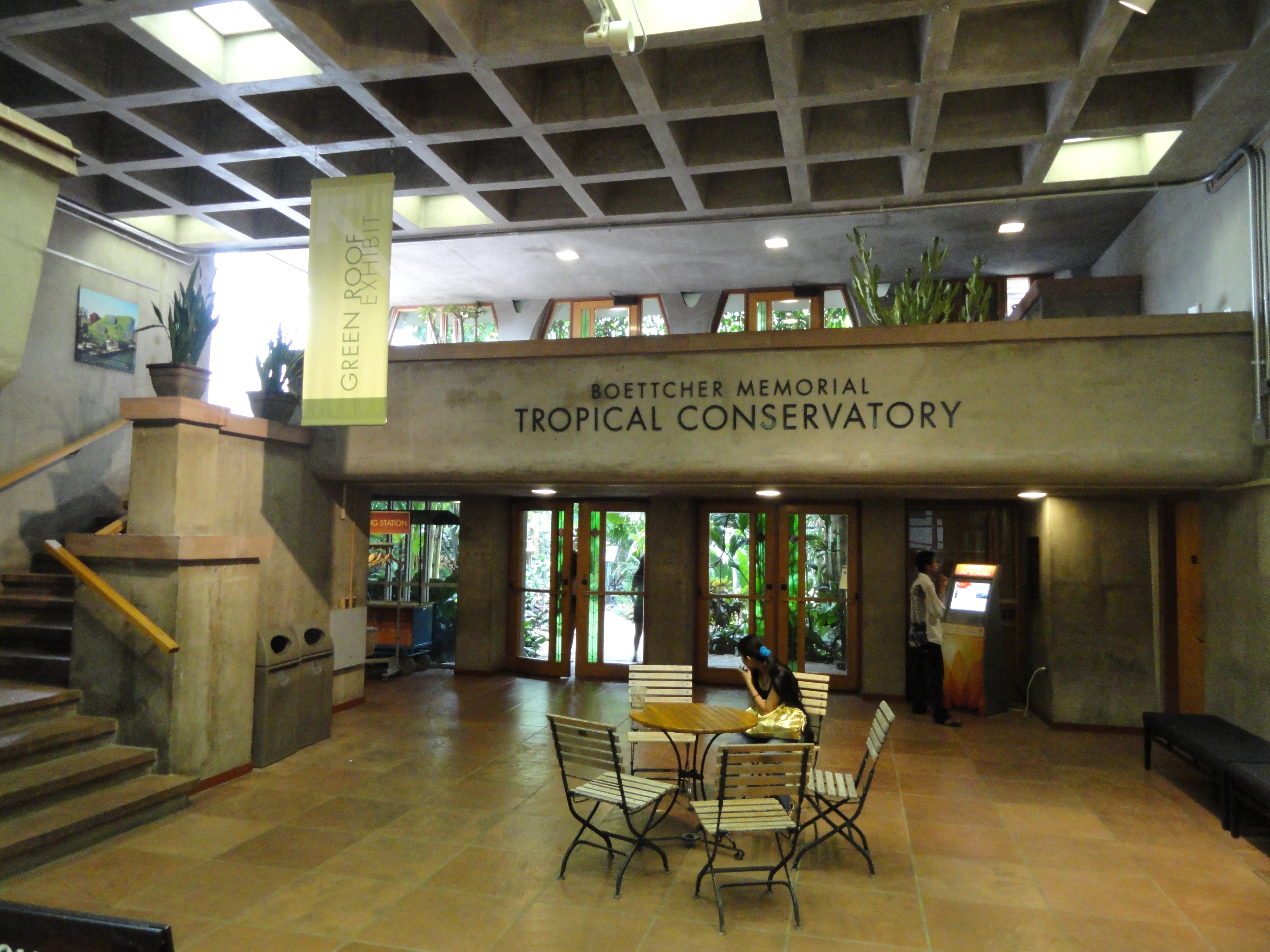
Entrada del invernadero.
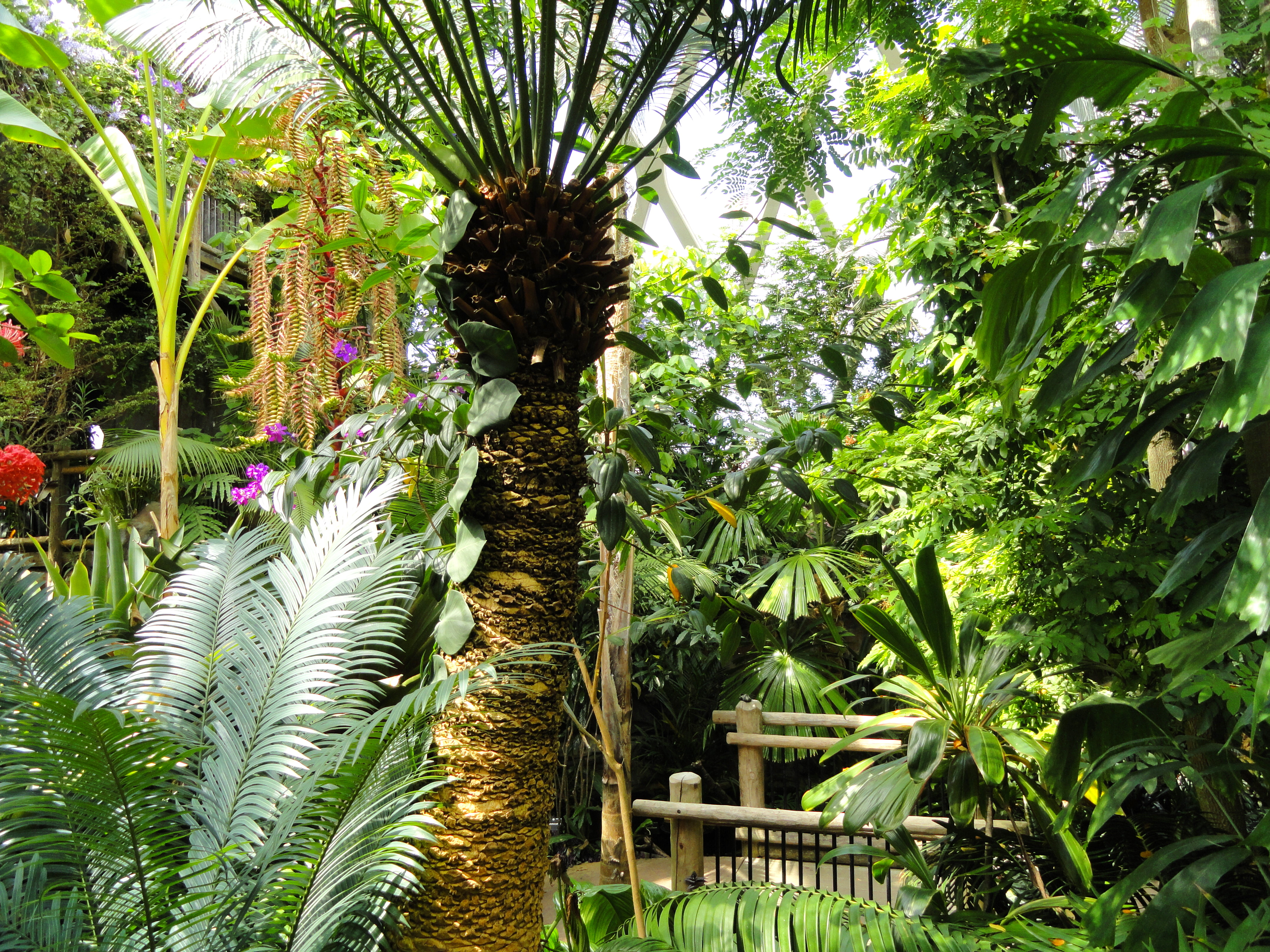
Palmera en el invernadero.
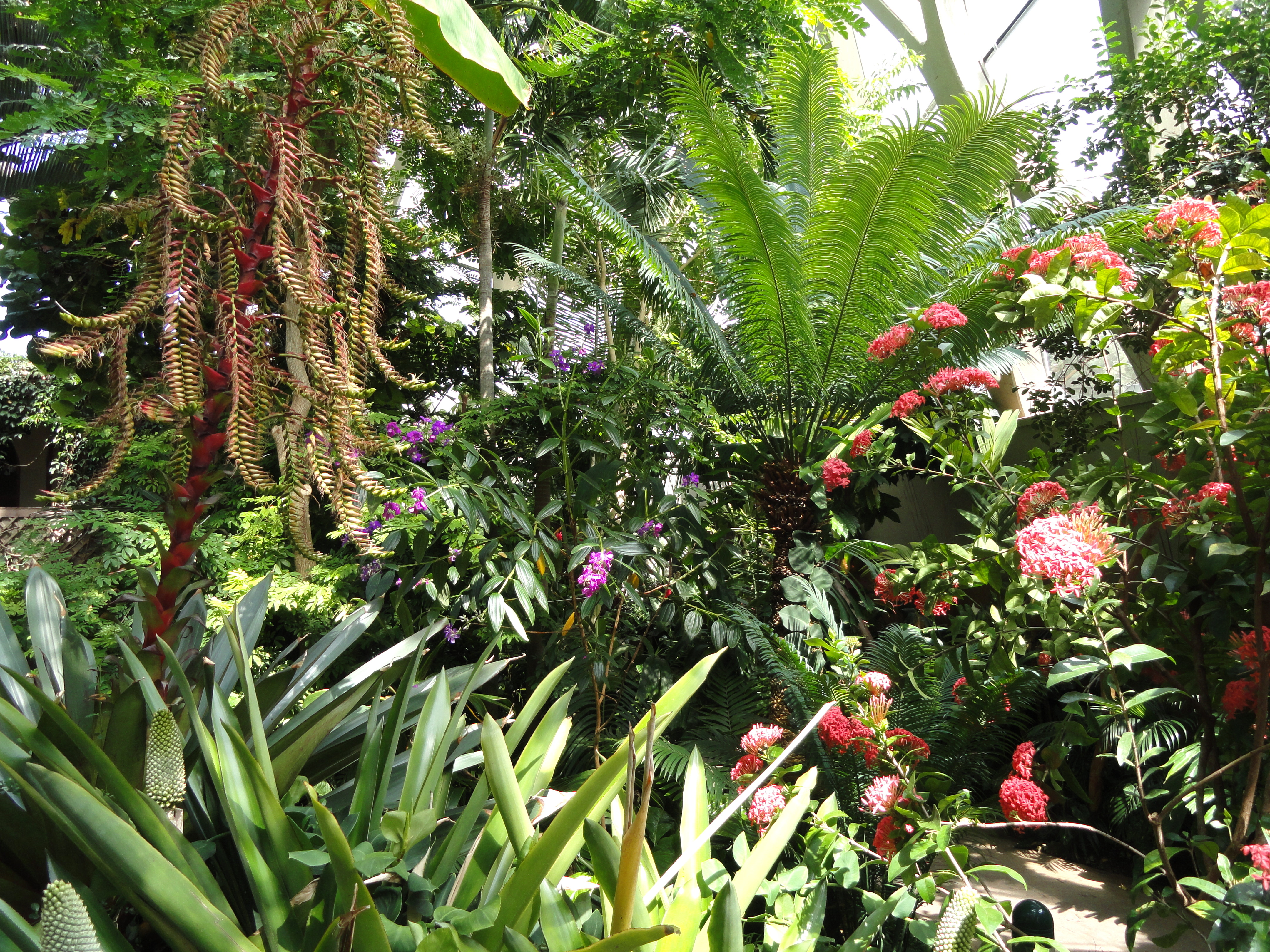
Especímenes del interior.
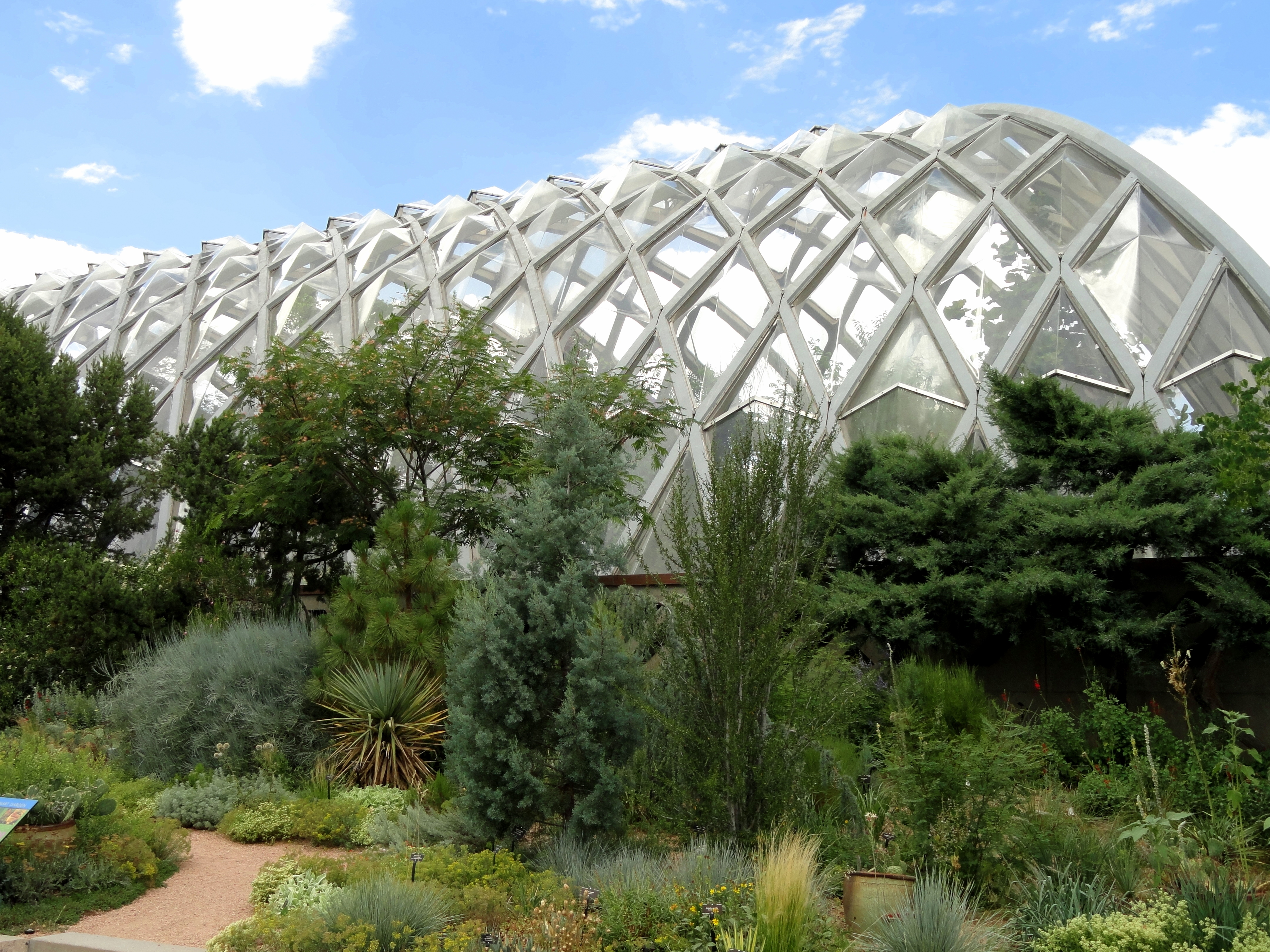
Exterior

## Jardines botánicos y arboretos satélites
El Jardín Botánico de Denver tiene otras instituciones botánicas dependientes como jardines botánicos satélites dependientes del central :
- Jardín Botánico de Denver en Chatfield, un refugio de plantas nativas de 750 acres en Littleton.[7]

- Mount Goliath, un sendero de gran altura con plantas alpinas silvestres y centro de interpretación de la naturaleza en el "Mount Evans Bayway".[8]

- Centennial Gardens, un jardín formal de 5 acres en el centro de Denver, con una exhibición hortícola de plantas tolerantes de la sequía.